# Dehesa de Montejo
Dehesa de Montejo és un municipi de la província de Palència a la comunitat autònoma de Castella i Lleó (Espanya). Inclou les localitats de Colmenares de Ojeda, La Estación i Vado.

## Demografia[Cal actualitzar]
| 1991 | 1996 | 2001 | 2004 |
| ---- | ---- | ---- | ---- |
| 344  | 264  | 201  | 195  |